# كبينغفرد (كامبريدجشير)
كبينغفرد (بالإنجليزية: Coppingford)‏ هي قرية تقع في المملكة المتحدة في إنجلترا.